# Rajd Monte Carlo 2007

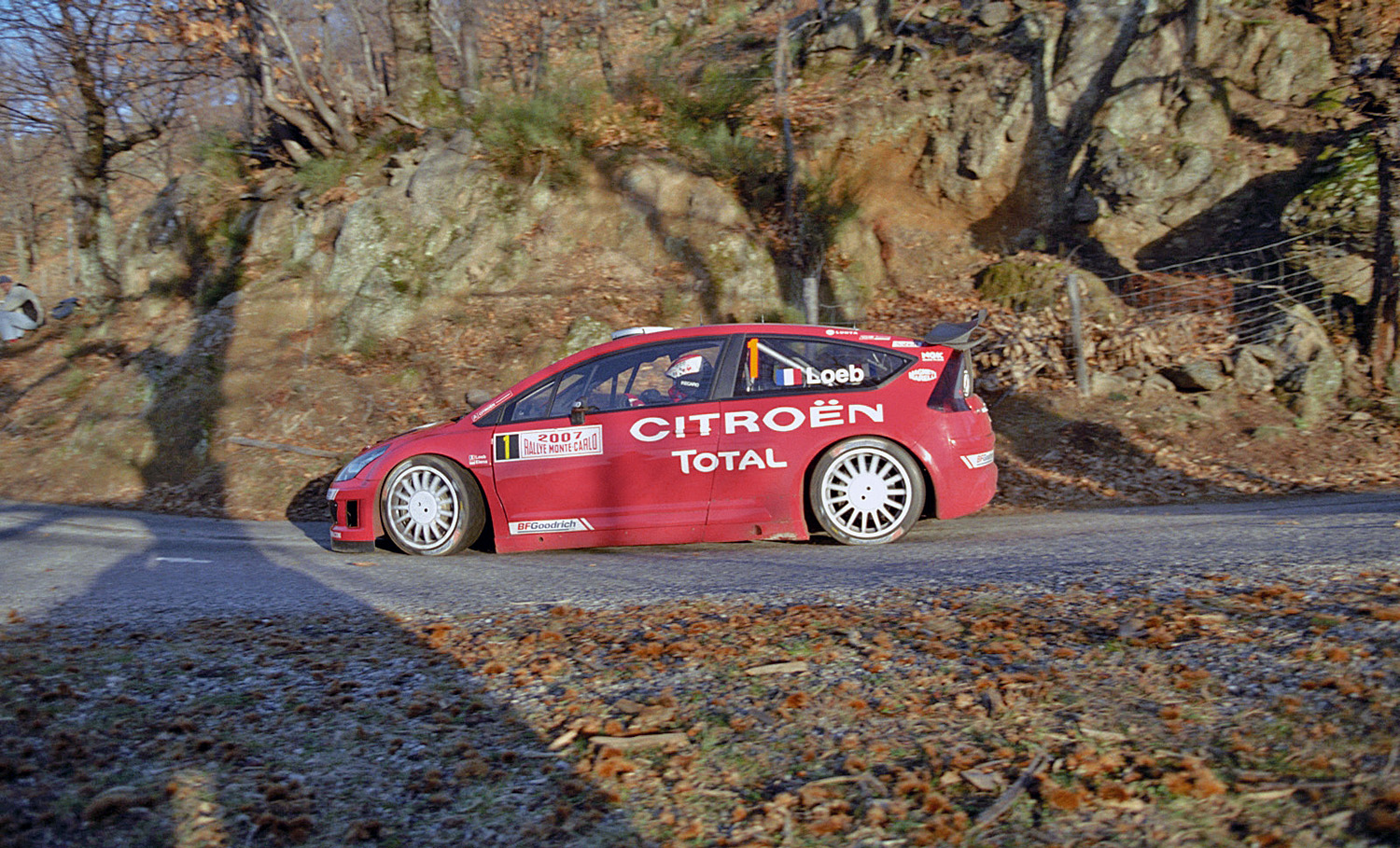
Sébastien Loeb na trasie rajdu.

Rezultaty Rajdu Monte Carlo (75ème Rallye Automobile de Monte-Carlo), eliminacji Rajdowych Mistrzostw Świata, w 2007 roku, który odbył się w dniach 18 – 21 stycznia:

## Klasyfikacja ostateczna
| Msc. | Kierowca          | Pilot           | Samochód                  | Czas      | Strata   | Grupa | Punkty |
| WRC  | WRC               | WRC             | WRC                       | WRC       | WRC      | WRC   | WRC    |
| ---- | ----------------- | --------------- | ------------------------- | --------- | -------- | ----- | ------ |
| 1.   | Sébastien Loeb    | Daniel Elena    | Citroën C4 WRC            | 3:10:27.4 | 0.0      | A8 M  | 10     |
| 2.   | Daniel Sordo      | Marc Marti      | Citroën C4 WRC            | 3:11:05.6 | 38.2     | A8 M  | 8      |
| 3.   | Marcus Grönholm   | Timo Rautiainen | Ford Focus RS WRC 06      | 3:11:50.2 | 1:22.8   | A8 M  | 6      |
| 4.   | Chris Atkinson    | Glenn McNeall   | Subaru Impreza WRC06      | 3:12:55.5 | 2:28.1   | A8 M  | 5      |
| 5.   | Mikko Hirvonen    | Jarmo Lehtinen  | Ford Focus RS WRC 06      | 3:12:55.7 | 2:28.3   | A8 M  | 4      |
| 6.   | Petter Solberg    | Phil Mills      | Subaru Impreza WRC06      | 3:13:39.4 | 3:12.0   | A8 M  | 3      |
| 7.   | Toni Gardemeister | Jakke Honkanen  | Mitsubishi Lancer WR05    | 3:14:05.5 | 3:38.1   | A8    | 2      |
| 8.   | Jan Kopecký       | Filip Schovanek | Škoda Fabia WRC           | 3:15:06.8 | 4:39.4   | A8    | 1      |
|      |                   |                 |                           |           |          |       |        |
| 10.  | Manfred Stohl     | Ilka Minor      | Citroën Xsara WRC         | 3:17:04.7 | +6:37.3  | A8 M  | –      |
|      |                   |                 |                           |           |          |       |        |
| 14.  | Henning Solberg   | Cato Menkerud   | Ford Focus RS WRC '06     | 3:25:11.9 | +14:44.5 | A8 M  | –      |
|      |                   |                 |                           |           |          |       |        |
| 32.  | Andrzej Mancin    | Ryszard Ciupka  | Mitsubishi Lancer Evo VII | 4:07:13.3 | 56:45.9  | N4    | –      |

1. ↑  Litera M przy oznaczeniu grupy do której należy samochód oznacza, iż tylko ci kierowcy zdobywali punkty dla swoich zespołów liczonych w klasyfikacji producentów na koniec sezonu.
2. ↑  Zawodnicy korzystali z systemu SupeRally.

## Nie ukończyli
- Andreas Aigner – awaria wału napędowego (OS9);
- Jari-Matti Latvala – uszkodzona klatka bezpieczeństwa (OS14).

## Zwycięzcy odcinków specjalnych
| Etap                | Odcinek | G. rozp. | Nazwa               | Długość  | Zwycięzca   | Czas    | Pr. śr.     | Lider rajdu |
| ------------------- | ------- | -------- | ------------------- | -------- | ----------- | ------- | ----------- | ----------- |
| 1 (18 sty)          | OS1     | 19:16    | St Jean En Royans   | 28,52 km | S. Loeb     | 13:58.7 | 122,42 km/h | S. Loeb     |
| 1 (18 sty)          | OS2     | 20:06    | La Cime Du Mas      | 17,87 km | S. Loeb     | 9:31.2  | 112,63 km/h | S. Loeb     |
| 2 (19 sty)          | OS3     | 08:19    | St Pierreville 1    | 46,20 km | D. Sordo    | 29:43.4 | 93,26 km/h  | S. Loeb     |
| 2 (19 sty)          | OS4     | 10:13    | Burzet 1            | 16,47 km | S. Loeb     | 9:39.3  | 102,35 km/h | S. Loeb     |
| 2 (19 sty)          | OS5     | 10:59    | St Martial 1        | 12,81 km | D. Sordo    | 8:00.7  | 95,94 km/h  | S. Loeb     |
| 2 (19 sty)          | OS6     | 15:17    | St Pierreville 2    | 46,20 km | S. Loeb     | 28:29.7 | 97,28 km/h  | S. Loeb     |
| 2 (19 sty)          | OS7     | 17:11    | Burzet 2            | 16,47 km | D. Sordo    | 9:43.2  | 101,67 km/h | S. Loeb     |
| 2 (19 sty)          | OS8     | 17:57    | St Martial 2        | 12,81 km | S. Loeb     | 8:16.4  | 92,9 km/h   | S. Loeb     |
| 3 (20 sty – 21 sty) | OS9     | 07:31    | Labatie D’Andaure 1 | 19,67 km | S. Loeb     | 10:47.2 | 109,41 km/h | S. Loeb     |
| 3 (20 sty – 21 sty) | OS10    | 08:13    | St Bonnet 1         | 25,93 km | C. Atkinson | 12:42.7 | 122,39 km/h | S. Loeb     |
| 3 (20 sty – 21 sty) | OS11    | 09:38    | Lamastre 1          | 18,76 km | M. Hirvonen | 11:46.9 | 95,54 km/h  | S. Loeb     |
| 3 (20 sty – 21 sty) | OS12    | 13:03    | Labatie D’Andaure 2 | 19,67 km | M. Hirvonen | 10:45.1 | 109,77 km/h | S. Loeb     |
| 3 (20 sty – 21 sty) | OS13    | 13:45    | St Bonnet 2         | 25,93 km | C. Atkinson | 12:32.4 | 124,07 km/h | S. Loeb     |
| 3 (20 sty – 21 sty) | OS14    | 15:10    | Lamastre 2          | 18,76 km | M. Hirvonen | 11:30.5 | 97,81 km/h  | S. Loeb     |
| 3 (20 sty – 21 sty) | OS15    | 09:00    | Monaco              | 2,79 km  | C. Atkinson | 1:49.9  | 91,39 km/h  | S. Loeb     |

## Klasyfikacja po 1 rundzie
Tabele przedstawiają tylko pięć pierwszych miejsc.

### Kierowcy
| Lp. | Kierowca        | Pkt |
| --- | --------------- | --- |
| 1   | Sébastien Loeb  | 10  |
| 2   | Daniel Sordo    | 8   |
| 3   | Marcus Grönholm | 6   |
| 4   | Chris Atkinson  | 5   |
| 5   | Mikko Hirvonen  | 4   |

### Producenci
| Lp. | Producent                  | Pkt |
| --- | -------------------------- | --- |
| 1   | Citroën Total WRT          | 18  |
| 2   | BP Ford World Rally Team   | 10  |
| 3   | Subaru World Rally Team    | 8   |
| 4   | OMV Kronos Citroën WRT     | 2   |
| 5   | Stobart VK Ford Rally Team | 1   |